# Oostwold (Siddeburen)

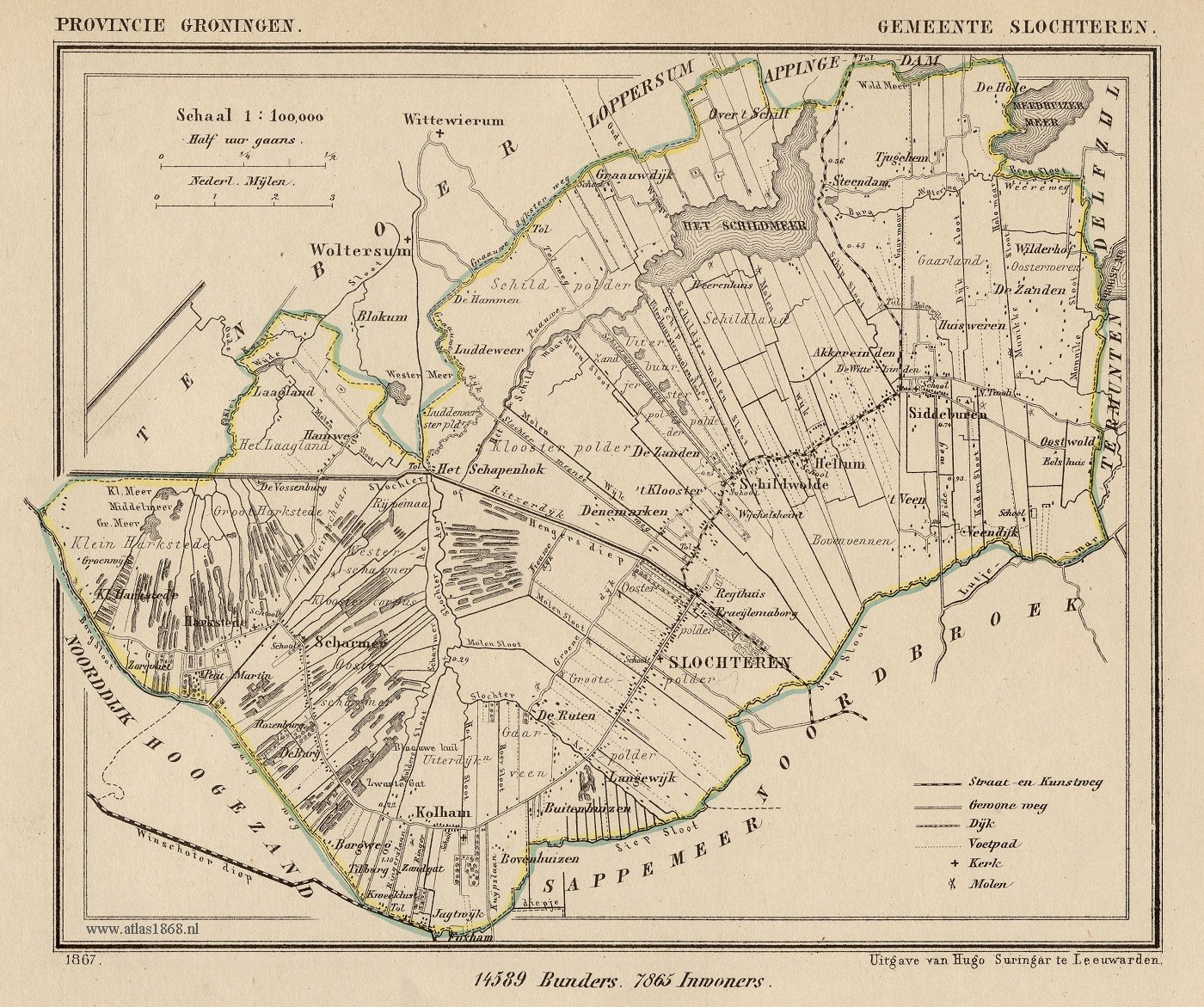
Negentiende-eeuwse kaart uit de Atlas Kuyper (1868), met ten oosten van Siddeburen het gehucht Oostwold

Oostwold is een gehucht en een voormalig kerspel ten oosten van Siddeburen in de gemeente Midden-Groningen. Oostwold behoorde vanouds tot de landstreek Duurswold. Onder Oostwold vielen vroeger ook de buurtschappen Eelshuis en Veendijk (Veendijk). Het ligt aan de Nieuweweg ten zuiden van de Oudeweg. Door de aanleg van de Rijksweg N33 is de directe verbinding met de dorpskern onderbroken. 

## Geschiedenis

### Middeleeuwen
Het dorp wordt voor het eerst genoemd in de kloosterkroniek van het klooster Bloemhof te Wittewierum. In 1272 beschreef de abt Menko dat er een misoogst plaatsvond in Astewalde en in Broke. Het gebied had in die tijd te kampen met wateroverlast. Volgens de uitgevers van de kroniek gaat het daarbj niet om het Oldambtster dorp Oostwold, maar om Oostwold bij Siddeburen. Met Broke wordt het gebied van Noordbroek en Zuidbroek bedoeld. In 1295 wordt de hoofdeling Liubbo Tadigma (Tadinga) de Astawalda genoemd. In dezelfde omgeving zullen we het kerkdorp Liudibrandkircka ('de kerk van Liudbrand') moeten zoeken, dat hier samen met Siddeburen en Oostwold wordt genoemd.
Oostwold vormde in 1337 een eigen rechtstoel (Aestwoltmanna regtschap) en had een eigen kerk, die echter voor het einde van de vijftiende eeuw is afgebroken. Het dorp viel voortaan onder Siddeburen. Op een parochielijst van omstreeks 1475 komt de kerk niet meer voor. De rechtstoel van Oostwold werd omstreeks 1470 verbonden met de edele heerd Wysingheheert en samengevoegd met de rechtstoel van Siddeburen. Hij was toen in handen van de familie Rengers van Scharmer, de deze rechten vermoedelijk had geërfd van de Menolda's van Hellum. De heerlijkheid Siddeburen en Oostwold kwam in de 18e eeuw in handen van de familie Rengers op het Huis te Farmsum.
In de eerste helft van de negentiende eeuw werden aan de Oudeweg fundamenten van huizen gevonden. Men stuitte  op een 'menigte van ledige heemsteden en veelvuldige brokken van grondslagen van muren'. Het kerkhof van Oostwold was nog 'zeer bekend' en vermoedelijk ook als zodanig herkenbaar. In 1831 werden hier de fundamenten uitgegraven van de middeleeuwse kerk. Deze had een lengte van 90 voet en een breedte van 45 voet (27 x 13,5 m), even groot als de kerk van Hellum. Aan de westzijde was de kerk doorsneden met een muur van drie en een kwart voet (1 m) dikte, schuins afhellende naar het zuiden. Op het kerkhof werden veel menselijke overblijfselen gevonden. Vermoedelijk werd het kerkhof toen grotendeels geruimd. Bij dit graafwerk werd ook een in brons gegoten en verguld Karolingisch reliekenkruis uit de negende eeuw gevonden, dat vermoedelijk uit kringen rond de koning stamde en dat later in de middeleeuwen is hergebruikt. Het bijzondere kruis behoort tot de topstukken van het Groninger Museum. De plek waar de kerk heeft gestaan (tegenover Oostwoldjerweg 19) werd in 1969 opnieuw gelokaliseerd door H.J. Jansonius te Overschild.
Tot deze parochie heeft ook de buurtschap Eelshuis behoord, die is ontstaan uit een voorwerk van het klooster Oosterwierum. Vanaf de kerk van Oostwold liep een stenen pad. Een overlevering beweert dat er een gewelfde onderaardse gang naar Eelshuis liep. Volgens een andere overlevering hebben de monniken van Eelshuis de zielzorg in Siddeburen verzorgd; mogelijk gaat dit in werkelijkheid over Oostwold.

### Na 1500
Ook na de afbraak van de dorpskerk bleef Oostwold een afzonderlijk kerspel vormen. Het had tot in de negentiende eeuw een eigen schooltje aan de Veendijk, dat onder de kerk van Siddeburen viel. De schoolmeester fungeerde tevens als voorzanger en voorlezer in de kerk. De schoolmeester kwam overigens in 1765 in opspraak toen er een 'nachtmerrie' door zijn huis spookte. Een deel van de bebouwing verhuisde naar de hogere veengronden langs de Veendijk.

Het gebied ten zuiden van Oostwold is een van de laagste streken in de provincie Groningen. Het is vrijwel geen Dollardklei te vinden, waarschijnlijk omdat het gebied tot in de 17e eeuw was bedekt met hoogveen dat de zee tegenhield. Bij de Allerheiligenvloed van 1570 raakte in de omgeving van Siddeburen nog een veenakker met een huis erop op drift. Door het inklinken van het veen kwam het echter steeds lager te liggen en nam de wateroverlast toe. Om dit laatste tegen te gaan bouwde men vanaf het eind van de achttiende eeuw wpoldermolens, waardoor het waterpeil zakte, maar waardoor het veen nog verder inklonk. Kremer en Westendorp schrijven in 1839:
Onder den bovengrond zit hier doorgaans veen, hetwelke echter, door het droogmalen, zeer in elkander is gezakt.
De lage Veendijk, aangelegd omstreeks 1466, beschermde het dorp tegen het water uit de venen rond Sappemeer, dat via het dal van de Sijpe naar zee stroomde. Het gebied tussen de Veendijk en Noordbroeksterhamrik stond bekend als Rotmer, mogelijk het restant van een verdwenen kerspel Rommelskerken. Volgens een sage was bij twee kolken aan de Veendijk klokgelui te horen, veroorzaakt door gestolen kerkklokken die de duivel daarin zou hebben gegooid.
In de loop van de achttiende en negentiende eeuw ontstond er meer bebouwing aan Oudeweg tussen Siddeburen en Wagenborgen. Dit gebied wordt in de volksmond Op Leentjer genoemd, naar een 18e-eeuwse boerderij die Lintjerie heette. Dit toponiem verwijst mogelijk naar een verdwenen watertje.  

De boerderijen aan de Oostwoldjerweg of Nieuweweg werden op den duur geïdentificeerd met het dorp Oostwold. Aan de westkant werd de grens gevormd door de Eideweg (Gronings: Aaideweg, vroeger ook Eilingsweg, 1603 Aijlewech), die de dorpen Siddeburen en Noordbroek met elkaar verbond. De weg was tot 1874 onverhard. Kornelis ter Laan schrijft hierover: 
Het volk verklaart de naam: elk voorjaar werd die veen- en kleiweg weer effen gemaakt met een aaide (egge); vandaar Aaideweg. Doch aaide is een oud woord = veen. Er is ook een Aaideweg ten O. van 't Meerland onder Finsterwolde.
De school op de Veendijk sloot omstreeks 1870 haar deuren. Oostwold telde in 1900 20 huizen (waarvan drie in Eelshuis) met 208 inwoners. Veendijk had toen nog 13 huizen met 77 inwoners. Daarvan bleef weinig over. Op twee huizen na verdween de hele buurtschap na 1920 van de kaart. Daarentegen groeide het Siddebuursterveen rond 1900 uit tot een klein dorp. 

## Oostwoldzijlvest
Oostwold vormde in het verleden een afzonderlijk zijlvest: het Oostwoldzijlvest. Het gebied waterde uit door het Eelwerder- of Brandzijltje in het Damsterdiep.